# Cryptodiscus incolor
Cryptodiscus incolor är en lavart som beskrevs av Elisabeth Baloch. Cryptodiscus incolor ingår i släktet Cryptodiscus, och familjen Stictidaceae. Arten är reproducerande i Sverige.